# James Somerville
James Fownes Somerville (ur. 17 lipca 1882 w Weybridge, zm. 19 marca 1949 w Dinder) − brytyjski wojskowy, admirał Royal Navy, uczestnik obu wojen światowych. Podczas II wojny światowej dowodził między innymi operacją Catapult, brał udział w pościgu za „Bismarckiem” oraz kierował brytyjską misją morską w Waszyngtonie.

## Życiorys
James Fownes Somerville wstąpił jako kadet do Royal Naval College w Dartmouth w 1897 roku, kontynuując rodzinną tradycję (jeden z jego przodków służył pod Nelsonem). W 1904 roku został promowany do stopnia kapitana (Lieutenant). Wkrótce po wprowadzeniu na pokłady brytyjskich okrętów radiostacji stał się jednym z wiodących specjalistów w zakresie komunikacji bezprzewodowej. Podczas I wojny światowej wziął udział w kampanii dardanelskiej 1915 roku, za co został odznaczony Distinguished Service Order. 31 grudnia 1921 roku awansowany do stopnia komandora (Captain) i objął dowództwo pancernika „Benbow”.
W latach 1924−1927 pracował jako szef departamentu sygnalizacji w Admiralicji. Następnie dowodził, jako oficer flagowy admirała Johna Kelly'ego na pancernikach „Barham” i „Warspite”. W 1929 roku został instruktorem w Imperial Defence College, zaś dwa lata później powrócił na morze jako dowódca krążownika ciężkiego „Norfolk”. Także w 1931 roku, wspólnie z komandorem Johnem Toveyem, prowadził postępowanie wyjaśniające w sprawie buntu w Invergordon. Jego kolejnym przydziałem było dowodzenie bazą Royal Navy w Portsmouth.
Awansowany w 1933 roku do stopnia kontradmirała (Rear-Admiral), powrócił na krótko do pracy w Admiralicji jako szef departamentu personalnego, zaś od 1936 do 1938 roku dowodził niszczycielami Floty Śródziemnomorskiej, od 1937 roku jako wiceadmirał (Vice-Admiral). Podległe mu okręty uczestniczyły w patrolach nieinterwencji podczas wojny domowej w Hiszpanii. W 1938 roku został dowódcą East Indies Station, ale jeszcze przed wybuchem II wojny światowej z powodów zdrowotnych przeszedł w stan spoczynku z podejrzeniem gruźlicy.
Gdy pracował jako komentator wojenny w brytyjskim radiu, został na życzenie Admiralicji przywrócony do służby w ograniczonym zakresie do prac nad rozwojem pierwszych radarów. Podczas ewakuacji Dunkierki dowodził częścią sił alianckich i wykazał się sprawnością dowódczą, co spowodowało formalne przywrócenie go do w pełni aktywnej służby. Od końca czerwca 1940 roku dowodził nowo utworzonymi Force H, stacjonującymi w Gibraltarze, z HMS „Hood” jako okrętem flagowym. Jego pierwszym poważnym zadaniem była neutralizacja floty francuskiej w Mers el-Kébir. Po zakończonych fiaskiem negocjacjach z francuskim admirałem Gensoulem, 3 lipca 1940 roku Somerville wydał rozkaz otwarcia ognia do okrętów byłego sojusznika. Efektem operacji Catapult w Mers el-Kébir było zatopienie jednego i poważne uszkodzenie dwóch dalszych francuskich pancerników oraz śmierć niemal 1300 marynarzy Marine Nationale.
W kolejnych miesiącach Force H, już bez „Hooda”, przeniesionego do Home Fleet, z sukcesami brały udział w bombardowaniu Genui 9 lutego 1941 roku, pościgu za „Bismarckiem” oraz szeregu operacji konwojowych na Morzu Śródziemnym. W efekcie James Somerville został wyznaczony na dowódcę odbudowywanej po klęsce pod Kuantanem sił brytyjskich na Oceanie Indyjskim. W lutym 1942 roku zastąpił admirała Laytona obejmując dowództwo Floty Wschodniej (Eastern Fleet), dwa miesiące później awansując do stopnia admirała (Admiral). Dysponując dość ograniczonymi siłami, przez dłuższy czas nie podejmował działań ofensywnych przeciwko Japończykom, starając się raczej zachować brytyjski stan posiadania, szczególnie po upadku Singapuru i japońskim rajdzie na Ocean Indyjski w pierwszej połowie 1942 roku. Dopiero w 1944 roku, gdy Japonia była już w odwrocie, Flota Wschodnia mogła przejść do bardziej agresywnych operacji na terenie Holenderskich Indii Wschodnich.
W sierpniu 1944 roku Somerville zdał dowództwo Eastern Fleet admirałowi Fraserowi. Od października kierował brytyjską misją morską w Waszyngtonie, wykazując się w tej służbie dużymi zdolnościami dyplomatycznymi i przekonując do siebie nawet niechętnie nastawionego do Brytyjczyków admirała Ernesta J. Kinga. W dzień zwycięstwa w Europie (8 maja 1945 roku) został promowany do stopnia admirała floty (Admiral of the Fleet). Przeniesiony do rezerwy w 1946 roku, objął funkcję Lorda Lieutenanta w hrabstwie Somerset. Zmarł we własnej posiadłości Dinder House 19 marca 1949 roku.
Poza Distinguished Service Order za I wojnę światową James Somerville został odznaczony Krzyżem Wielkim Orderu Łaźni, Krzyżem Wielkim Orderu Imperium Brytyjskiego, holenderskim Orderem Oranje-Nassau i amerykańską Legion of Merit.